# Katastrofa lotu Avioimpex 110
Katastrofa lotu Avioimpex 110 – pierwszy pod względem liczby ofiar wypadek lotniczy w Macedonii Północnej, który wydarzył się 20 listopada 1993 roku podczas lotu z Genewy do Skopje. W wyniku zamieci śnieżnej lot został przekierowany na lotnisko w Ochrydzie. 
Samolot, Jakowlew Jak-42, przewoził 108 pasażerów i ośmiu członków załogi. Rozbił się około siedmiu kilometrów na wschód od lotniska w Ochrydzie. Wszystkie 116 osób znajdujących się na pokładzie zginęło (jeden z pasażerów, początkowo ranny, zmarł dziesięć dni po katastrofie). Większość ofiar to obywatele Jugosławii pochodzenia albańskiego. 
Była trzecią w przeciągu 16 miesięcy katastrofą lotniczą w Macedonii i do dziś pozostaje największą pod względem liczby ofiar śmiertelnych w kraju. Późniejsze dochodzenie wykazało, iż przyczyną wypadku był błąd pilota. 

## Lot
Lot 110 był regularnym międzynarodowym lotem pasażerskim obsługiwanym przez linie lotnicze Avioimpex. Trasa przelotu rozpoczęła się na lotnisku Genewa-Cointrin w Szwajcarii, a miejscem docelowym był Port lotniczy Skopje w Macedonii. Z powodu zamieci w stolicy kraju lot ten został przekierowany na lotnisko w Ochrydzie. 
Początkowo Jak-42 znajdował się około 2300 stóp nad ziemią. Okazało się to jednak za wysoko by bezpiecznie wylądować, wykonano więc procedurę odlotu po nieudanym podejściu (ang. missed approach procedure). Wkrótce potem załoga Lotu 110 przekazała przez radio, że nie odbiera sygnału nadawanego przez VOR (rodzaj radiolatarni stosowanej w lotnictwie, wykorzystującej pasmo radiowe 108–117,950 MHz). Kontrola ruchu lotniczego nie była w stanie spełnić prośby o podanie namiaru, a pilot lotu 110 poinformował, że nie widzi świateł drogi startowej. Wkrótce potem lot 110 rozbił się, zabijając 115 ze 116 osób na pokładzie. Jeden z pasażerów, Rade Jevremović, przeżył, ale został ciężko ranny. 

## Pasażerowie i załoga
Osiemdziesiąt procent pasażerów było obywatelami Jugosławii, głównie etnicznymi Albańczykami. Pozostali byli obywatelami Macedonii. Czterech członków załogi było Rosjanami, a czterech członków personelu pokładowego było Macedończykami. Wśród pasażerów był między innymi Pierre Ollier, francuski Wysoki komisarz Narodów Zjednoczonych do spraw uchodźców (UNHCR), który właśnie wrócił z rozdartej wojną Bośni i Hercegowiny. 

## Następstwa
Ponieważ katastrofa lotu 110 była trzecią katastrofą lotniczą w przeciągu szesnastu miesięcy w kraju, minister urbanistyki, inżynierii lądowej, komunikacji i ekologii Macedonii Antoni Pesew zrezygnował z zajmowanego stanowiska. Stowarzyszenie pilotów wielokrotnie skarżyło się na zepsuty sprzęt i złe standardy bezpieczeństwa na lotniskach w Skopje i Ochrydzie. 
2 grudnia 1993 roku poinformowano, że Rade Jevremović zmarł nie odzyskawszy przytomności po dziesięciu dniach od katastrofy lotu 110. 
Wypadek lotu 110 do dziś pozostaje największą pod względem ofiar śmiertelnych katastrofą lotniczą, jaka kiedykolwiek miała miejsce w Macedonii. 

## Przyczyna
W wyniku przeprowadzonego dochodzenia ustalono, iż przyczyną katastrofy była podjęta przez pilota decyzja o kontynuowaniu podejścia do lądowania mimo tego, że nie odbierał on sygnału nadawanego przez VOR z powodu braku zasięgu. 